# Championnats du monde de marathon (canoë-kayak) 2008
Navigation
Championnats du monde de marathon 2007 Championnats du monde de marathon 2009
Les 16e championnats du monde de marathon en canoë-kayak de 2008 se sont tenus à Týn nad Vltavou en République tchèque du 20 au 21 septembre 2008, sous l'égide de la Fédération internationale de canoë.

## Podiums

### Sénior

#### K1
| Rang               | Athlète        | Pays           | Temps              |
| ------------------ | -------------- | -------------- | ------------------ |
| Médaille d'or      | Emilio Merchán | Espagne        | 2 h 10 min 19 s 83 |
| Médaille d'argent  | Tomás Jezek    | Tchéquie       | 2 h 10 min 20 s 64 |
| Médaille de bronze | Anthony Stott  | Afrique du Sud | 2 h 10 min 43 s 69 |

| Rang               | Athlète        | Pays        | Temps              |
| ------------------ | -------------- | ----------- | ------------------ |
| Médaille d'or      | Vivien Follath | Hongrie     | 2 h 01 min 04 s 49 |
| Médaille d'argent  | Lani Belcher   | Royaume-Uni | 2 h 01 min 19 s 84 |
| Médaille de bronze | Anna Adamová   | Tchéquie    | 2 h 03 min 21 s 30 |

#### K2
| Rang               | Athlète                        | Pays           | Temps              |
| ------------------ | ------------------------------ | -------------- | ------------------ |
| Médaille d'or      | Anthony Stott Cameron Schoeman | Afrique du Sud | 2 h 02 min 14 s 36 |
| Médaille d'argent  | Jorge Alonso Santiago Guerrero | Espagne        | 2 h 02 min 15 s 46 |
| Médaille de bronze | Attila Jámbor Mate Petrovics   | Hongrie        | 2 h 02 min 16 s 96 |

| Rang               | Athlète                                  | Pays     | Temps              |
| ------------------ | ---------------------------------------- | -------- | ------------------ |
| Médaille d'or      | Anne Lolk Thomsen Henriette Engel Hansen | Danemark | 1 h 53 min 42 s 12 |
| Médaille d'argent  | Renata Csay Berenike Faldum              | Hongrie  | 1 h 53 min 43 s 35 |
| Médaille de bronze | Judit Kollár Vivien Follath              | Hongrie  | 1 h 57 min 58 s 75 |

#### C1
| Rang               | Athlète       | Pays    | Temps              |
| ------------------ | ------------- | ------- | ------------------ |
| Médaille d'or      | Edvin Csabai  | Hongrie | 2 h 04 min 40 s 36 |
| Médaille d'argent  | Nikica Ljubek | Croatie | 2 h 07 min 15 s 77 |
| Médaille de bronze | Zsolt Gilányi | Hongrie | 2 h 08 min 07 s 94 |

#### C2
| Rang               | Athlète                                | Pays    | Temps              |
| ------------------ | -------------------------------------- | ------- | ------------------ |
| Médaille d'or      | Edvin Csabai Attila Györe              | Hongrie | 1 h 53 min 53 s 54 |
| Médaille d'argent  | Oscar Grana Blanco Ramon Ferro de Dias | Espagne | 1 h 54 min 32 s 75 |
| Médaille de bronze | Ángel Cristian Rivademar David Mascato | Espagne | 1 h 55 min 49 s 75 |

### Junior

#### K1
| Rang               | Athlète            | Pays           | Temps              |
| ------------------ | ------------------ | -------------- | ------------------ |
| Médaille d'or      | Edward Rutherfurd  | Royaume-Uni    | 1 h 33 min 32 s 55 |
| Médaille d'argent  | Grant Van Der Walt | Afrique du Sud | 1 h 33 min 33 s 28 |
| Médaille de bronze | Peter Hamar        | Hongrie        | 1 h 35 min 21 s 56 |

| Rang               | Athlète           | Pays     | Temps              |
| ------------------ | ----------------- | -------- | ------------------ |
| Médaille d'or      | Orsolya Groholy   | Hongrie  | 1 h 44 min 37 s 81 |
| Médaille d'argent  | Eszter Havas      | Hongrie  | 1 h 44 min 47 s 87 |
| Médaille de bronze | Ana Roxana Lehaci | Autriche | 1 h 48 min 23 s 17 |

#### K2
| Rang               | Athlète                       | Pays        | Temps              |
| ------------------ | ----------------------------- | ----------- | ------------------ |
| Médaille d'or      | Thomas Hide Edward Rutherfurd | Royaume-Uni | 1 h 27 min 48 s 94 |
| Médaille d'argent  | Toon Broekx Maarten Vervliet  | Belgique    | 1 h 28 min 19 s 53 |
| Médaille de bronze | Peter Holicza Gabor Mathe     | Hongrie     | 1 h 28 min 33 s 40 |

| Rang               | Athlète                                | Pays               | Temps              |
| ------------------ | -------------------------------------- | ------------------ | ------------------ |
| Médaille d'or      | Susanna Cicali Roberta Fiorini         | Italie             | 1 h 38 min 25 s 52 |
| Médaille d'argent  | Martina Víchová Monika Machová         | République tchèque | 1 h 38 min 46 s 74 |
| Médaille de bronze | Alexandra Georgopoulou Ramóna Farkasdi | Hongrie            | 1 h 40 min 03 s 06 |

#### C1
| Rang               | Athlète           | Pays               | Temps              |
| ------------------ | ----------------- | ------------------ | ------------------ |
| Médaille d'or      | Jan Luňáček       | République tchèque | 1 h 48 min 31 s 41 |
| Médaille d'argent  | Mathieu Le Cornec | France             | 1 h 49 min 00 s 33 |
| Médaille de bronze | Timot Takacs      | Hongrie            | 1 h 49 min 14 s 82 |

## Tableau des médailles
| Rang  | Nation         | Or | Argent | Bronze | Total |
| ----- | -------------- | -- | ------ | ------ | ----- |
| 1     | Hongrie        | 3  | 1      | 3      | 7     |
| 2     | Espagne        | 1  | 2      | 1      | 4     |
| 3     | Afrique du Sud | 1  | 0      | 1      | 2     |
| 4     | Danemark       | 1  | 0      | 0      | 1     |
| 5     | Tchéquie       | 0  | 1      | 1      | 2     |
| 6     | Croatie        | 0  | 1      | 0      | 1     |
| -     | Royaume-Uni    | 0  | 1      | 0      | 1     |
| Total | Total          | 6  | 6      | 6      | 18    |